# 滨海卡夫雷拉
滨海卡夫雷拉，是西班牙加泰罗尼亚巴塞罗那省的一个市镇。总面积9平方公里，总人口4529人（2013年），人口密度502人/平方公里。